# Saint-Hilaire-au-Temple

Saint-Hilaire-au-Temple este o comună în departamentul Marne, Franța. În 2009 avea o populație de 287 de locuitori.